# Wally Armstrong (Fußballspieler)
Walter Bedford „Wally“ Armstrong (* 8. März 1906 in Bolton; † 24. September 1950 in Westbury) war ein englischer Fußballspieler.

## Karriere
Armstrong wurde im März 1927 von den Bolton Wanderers als Amateur bei der Football League registriert und trat für das Reserveteam in Erscheinung, im April 1927 war er bei einer 1:2-Niederlage in einem Freundschaftsspiel der Reserve gegen Worksop Town als Torschütze erfolgreich; zudem spielte er als Mittelstürmer für Atherton in der Lancashire Combination.
Im Oktober 1927 kam er zunächst auf Amateurbasis in die Third Division South zum FC Watford. Er debütierte am 8. Oktober 1927 bei einer 1:3-Niederlage gegen die Bristol Rovers auf der Mittelstürmerposition. Zwar rückte er daraufhin im November 1927 zum Profi auf, zu weiteren Pflichtspieleinsätze für die erste Mannschaft reichte es aber nicht mehr. Er wurde nicht über die Saison hinaus verpflichtet, wirkte in der Saisonvorbereitung aber nochmals erfolglos als Testspieler bei Watford mit. In der Folge war er beim FC Darwen, ab Januar 1929 wiederum bei Atherton aktiv, bei denen er Ende 1929 immer noch spielte. Im Juli 1929 absolvierte er ein Probetraining bei Notts County, im Oktober 1934 wurde er reamateurisiert und war in London für das Werksteam von British Thomson-Houston aktiv.
Armstrong verstarb im September 1950, er hinterließ Ehefrau und Kinder.